# Loigné-sur-Mayenne
Loigné-sur-Mayenne est une commune déléguée française, située dans le département de la Mayenne en région Pays de la Loire, peuplée de 990 habitants. Le 1er janvier 2019, elle fusionne avec Saint-Sulpice pour créer la commune nouvelle de La Roche-Neuville.
La commune fait partie de la province historique de l'Anjou (Haut-Anjou).

## Géographie
La commune est située dans le sud-Mayenne, à 7 km de Château-Gontier et 24 km de Laval.

## Toponymie
La forme Lucaniacius (IXe siècle) pour Loigné, citée par Albert Dauzat dans son Dictionnaire étymologique des noms de lieux en France, laisserait supposer qu'un autochtone au nom latin de Lucanius aurait possédé en ce lieu un domaine agricole (le gallo-roman -acum désignant la propriété). L'abbé Angot, auteur du Dictionnaire historique, topographique et biographique de la Mayenne signale uniquement pour Loigné les formes anciennes de Loignaco (1149), Longneio (1150, 1190, 1372). Jusqu'au XIXe siècle, les autochtones disaient Longné pour citer leur commune plus que Loigné.

## Histoire

### Préhistoire
Les sites du Clos-Henry à Château-Gontier, fouillé par l'Inrap, et de la Haute-Cadurie, à Loigné-sur-Mayenne, ont révélé des occupations du Néolithique, dès la période de la culture dite Villeneuve-Saint-Germain. On trouve notamment à la haute-Cadurie, les vestiges très ruinés d'un dolmen, également appelé Dolmen de la Pescherie.
Un peu plus au Nord, la commune de Houssay, comporte quelques vestiges mégalithiques possiblement plus récents.

### Antiquité
Loigné est occupée dès l'Antiquité par des populations gauloises. Elle se trouve à la jonction entre les civitates Namnètes, Diablintes et Andécaves. Un oppidum gaulois, mal connu, est attesté sur le territoire de la commune. De même, la commune voisine de Bazouges, ancienne Basilica frontalière à proximité immédiate de cet oppidum, suggère que cet état de fait s'est poursuivi après la conquête romaine, avec un léger déplacement de population.

### Moyen Âge
La commune faisait partie de la sénéchaussée angevine de Château-Gontier dépendante de la sénéchaussée principale d'Angers depuis le Moyen Âge jusqu'à la Révolution française. 

### Période moderne
En 1790, lors de la création des départements français, une partie du Haut-Anjou a formé le sud du département de la Mayenne, région aujourd’hui appelée Mayenne angevine.
Le 1er janvier 2019, elle fusionne avec Saint-Sulpice pour constituer la commune nouvelle de La Roche-Neuville.

## Politique et administration
| Période      | Période  | Identité            | Étiquette | Qualité                                                   |
| ------------ | -------- | ------------------- | --------- | --------------------------------------------------------- |
| janvier 2019 | En cours | Jean-Paul Forveille | SE        | Responsable de marché, conseiller départemental suppléant |

| Période   | Période       | Identité              | Étiquette                | Qualité                                                   |
| --------- | ------------- | --------------------- | ------------------------ | --------------------------------------------------------- |
| 1791      | 1791          | Jean Changion         |                          |                                                           |
| 1791      | 1792          | Justin Gaillard       |                          |                                                           |
| 1798      | 1798          | Jean Lalloyer         |                          | Laboureur, métayer puis cultivateur                       |
| 1800      | 1801          | Fouassier             |                          |                                                           |
| 1801      | 1830          | René Misière père     |                          | Tisserand, puis cultivateur                               |
| 1830      | 1854          | René Misière fils     |                          | Militaire, puis propriétaire tisserand                    |
| 1854      | 1871          | Jean Chevrollier      | SE                       | Propriétaire cultivateur                                  |
| 1871      | 1871          | Léon Laumaillé        | Orléaniste, Conservateur | Propriétaire au Château des Poiriers                      |
| 1871      | 1888          | François Baudin       | Conservateur             |                                                           |
| 1888      | 1900          | François Cousin       |                          | Cultivateur                                               |
| 1900      | 1912          | Joseph Landais        | Progressiste             | Propriétaire cultivateur                                  |
| 1912      | 1921          | Raoul Couppel du Lude |                          | Militaire, puis préfet                                    |
| 1921      | 1943          | Charles Gaudret       | Républicain de gauche    | Propriétaire exploitant                                   |
| 1943      | 1953          | Henri Huneau          | Radical indépendant      | Cultivateur                                               |
| 1953      | 1959          | Alphonse Gardy        |                          | Cultivateur                                               |
| 1959      | 1963          | Alexis Brielles       |                          | Cultivateur                                               |
| 1963      | 1991          | Daniel Thuau          |                          | Propriétaire exploitant                                   |
| 1991      | mars 2014     | Pierre Jégouic        |                          | Professeur                                                |
| mars 2014 | décembre 2018 | Jean-Paul Forveille   | SE                       | Responsable de marché, conseiller départemental suppléant |

## Démographie
En 2021, la commune comptait 990 habitants. Depuis 2004, les enquêtes de recensement dans les communes de moins de 10 000 habitants ont lieu tous les cinq ans (en 2008, 2013, 2018, etc. pour Loigné-sur-Mayenne) et les chiffres de population municipale légale des autres années sont des estimations.
| 1793 | 1800 | 1806 | 1821  | 1831 | 1836  | 1841  | 1846  | 1851  |
| ---- | ---- | ---- | ----- | ---- | ----- | ----- | ----- | ----- |
| 990  | 904  | 899  | 1 028 | 964  | 1 002 | 1 005 | 1 036 | 1 006 |

| 1856 | 1861 | 1866 | 1872 | 1876 | 1881 | 1886 | 1891 | 1896 |
| ---- | ---- | ---- | ---- | ---- | ---- | ---- | ---- | ---- |
| 953  | 944  | 941  | 902  | 919  | 862  | 858  | 858  | 833  |

| 1901 | 1906 | 1911 | 1921 | 1926 | 1931 | 1936 | 1946 | 1954 |
| ---- | ---- | ---- | ---- | ---- | ---- | ---- | ---- | ---- |
| 832  | 823  | 804  | 707  | 722  | 702  | 691  | 660  | 657  |

| 1962 | 1968 | 1975 | 1982 | 1990 | 1999 | 2008 | 2013 | 2018 |
| ---- | ---- | ---- | ---- | ---- | ---- | ---- | ---- | ---- |
| 646  | 576  | 569  | 580  | 642  | 704  | 877  | 888  | 931  |

| 2019 | - | - | - | - | - | - | - | - |
| ---- | - | - | - | - | - | - | - | - |
| 947  | - | - | - | - | - | - | - | - |

## Culture locale et patrimoine

### Lieux et monuments
- Dolmen de la Cadurie ou de la Pescherie.
- Église Saint-Aubin (monument historique inscrit) d'origine romane (nef, tour) remaniée au XVe siècle (chapelle et bas-côté nord, fenêtres flamboyantes au sud, contreforts d'angle de la façade).
- Logis seigneurial de Viaulnay et chapelle de Viaulnay des XVe – XVIe siècle.
- Château des Poiriers.
- Ancien château de la Frézelière.

### Personnalités liées à la commune
- Raoul Couppel du Lude (1851-1923), préfet, y est inhumé.
- Famille Frézeau